# Бон (півострів)
Бон (араб. الرأس الطيب, фр. Cap Bon), Ватан ель-Кіблі — півострів на північному сході Тунісу, між Туніською і Хаммаметською затоками.

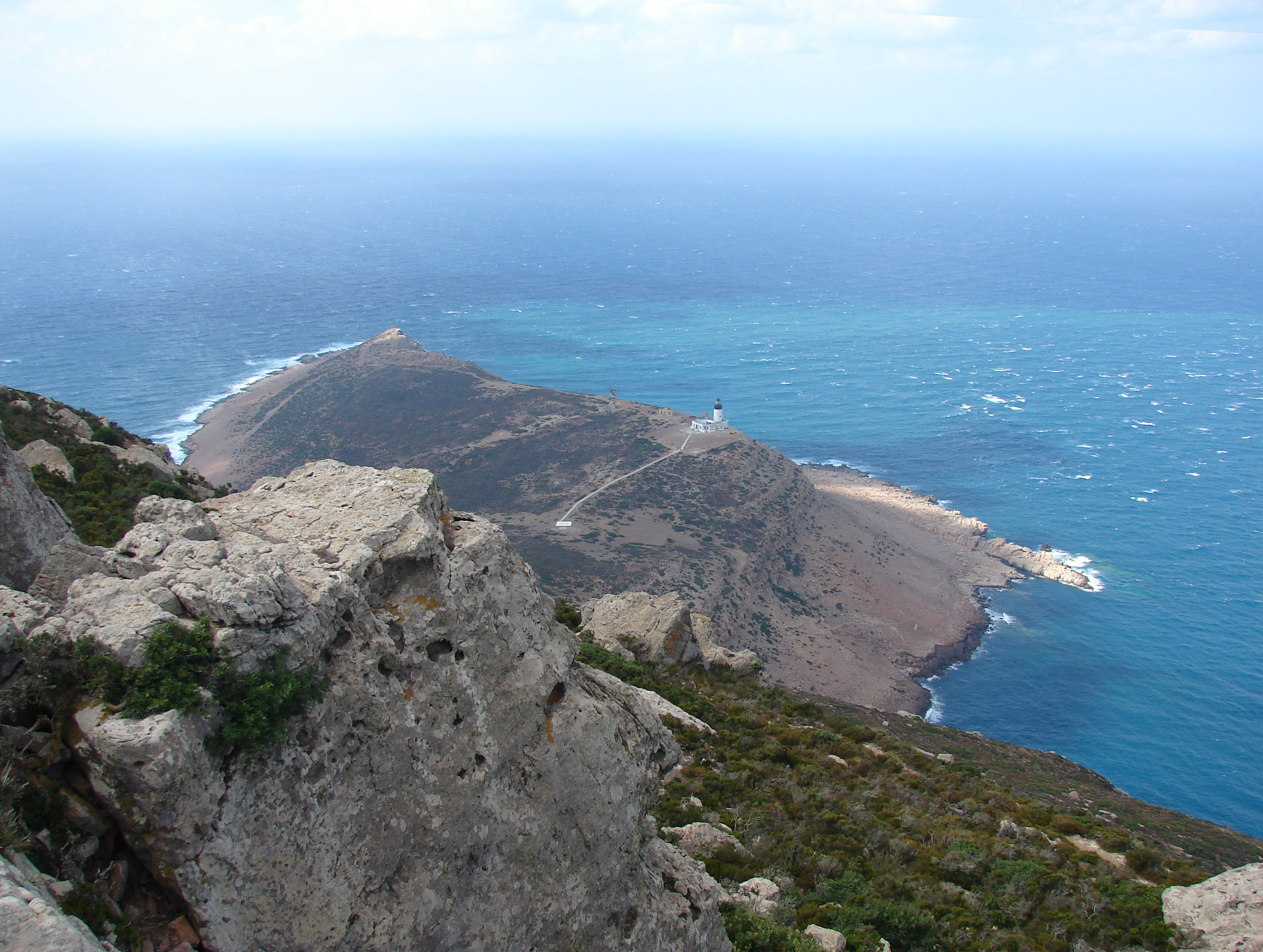
Мис Бон

Найпівнічніша точка півострова — мис Бон.
На півострові Бон, зокрема, розташовані міста Набель і Келібія, а також руїни пунійського (фінікійського) поселення Керкуан.
| Туніс | Це незавершена стаття з географії Тунісу. Ви можете допомогти проєкту, виправивши або дописавши її. |